# Люсиль Лав, девушка-загадка
«Люсиль Лав, девушка-загадка» (англ. Lucille Love: The Girl of Mystery) — американский короткометражный боевик Фрэнсис Форд.

## Сюжет
Курсанты Вест-Пойнта Хьюго Лубек и Самптер Лав любят одну и ту же женщину. Вследствие падения Лубека кадет Лав добивается её руки, и Лубек решает отомстить…

## В ролях
| Актёр        | Роль        |
| ------------ | ----------- |
| Грэйс Кунард | Люсиль      |
| Фрэнсис Форд | Лубек       |
| Гарри Шумм   | Гибсон      |
| Эрнест Шилдс | Томпсон     |
| Эдгар Келлер | Самптер Лав |
| Эдди Боланд  |             |
| Уилбур Хигби |             |